# José Patrício da Silva Manso
José Patrício da Silva Manso (c. 1753 - 1801) foi um pintor do Brasil Colônia ativo na Capitania de São Paulo.[carece de fontes?]
Acredita-se que tenha nascido nas Minas Gerais, apesar de Mário de Andrade considerá-lo santista. Entre 1777 e 1780 trabalhou no Mosteiro de São Bento de São Paulo, pintando o arco e teto da capela-mor e tribunas da igreja, obras essas já perdidas pela destruição do mosteiro.
Por volta de 1780 mudou-se para Itu, onde realizou a pintura do forro da capela-mor da Igreja Matriz de Nossa Senhora da Candelária da cidade. Nessa época passou a ser seu ajudante frei Jesuíno do Monte Carmelo, que mais tarde teria carreira destacada. Em 1784 retornou a São Paulo, onde trabalhou entre 1785 e 1787 na pintura do teto da capela-mor da Igreja da Ordem Terceira do Carmo, obra que seria posteriormente modificada por seu discípulo, Jesuíno do Monte Carmelo.
Entre 1787 e 1788 parece haver estado no Rio de Janeiro, onde restaurou pinturas de frei Ricardo do Pilar no Mosteiro de São Bento e realizou pinturas para a sacristia e igreja. Na década de 1790 trabalhou na Igreja da Ordem Terceira de São Francisco de São Paulo, onde realizou a pintura da parte interna do zimbório no transepto, e forro da capela-mor e nave.